# Марау, Джим
Джим Марау (англ. Jim Marau, род. неизвестно) — соломонский легкоатлет, выступавший в беге на короткие дистанции. Чемпион Южнотихоокеанских игр 1975 года, двукратный бронзовый призёр Южнотихоокеанских мини-игр 1981 года.

## Биография
Джим Марау в легкоатлетических соревнованиях представлял провинцию Макира-Улава.
в 1975 году завоевал золотую медаль Южнотихоокеанских игр в Тумоне в беге на 100 метров, показав результат 11,05 секунды и опередив на одну сотую Жозефа Вежьеме из Новой Каледонии. Благодаря этой победе Марау стал первым спортсменом Соломоновых Островов, завоевавшим золотую медаль на международных соревнованиях.
В 1981 году завоевал две бронзовых медали на Южнотихоокеанских мини-играх в Хониаре. В беге на 100 метров показал результат 11,15, уступив 6 сотых секунды выигравшему золото Патрису Мануэлю из Новой Каледонии. В беге на 200 метров финишировал с результатом 22,70, уступив 0,25 секунды победителю Лапуле Тамеану из Папуа — Новой Гвинеи.
В 1982 году участвовал в Играх Содружества в Брисбене, но выбыл в 1/8 финала в беге на 100 метров (11,39) и на 200 метров (22,85).
7 июня 1975 года установил рекорд Соломоновых Островов в беге на 100 метров (10,6), который в 2021 году остаётся действующим.
В 2009 году награждён медалью Независимости.

## Личный рекорд
- Бег на 200 метров — 10,6 (7 июня 1975, Хониара)